# Weingartia canigueralii
Weingartia canigueralii ist eine Pflanzenart in der Gattung Weingartia aus der Familie der Kakteengewächse (Cactaceae). Das Artepitheton canigueralii ehrt den Pater Juan Canigueral, Priester am Kloster la Recoleta in Sucre in Bolivien.

## Beschreibung
Weingartia canigueralii wächst sprossend und gruppenbildend mit abgeflacht kugelförmigen, schiefergrauen bis bräunlichen Körpern. Diese erreichen bei Durchmessern von 3 Zentimetern Wuchshöhen von bis zu 2,5 Zentimetern und besitzen eine lange, oft verzweigte Rübenwurzel. Die etwa 13 Rippen sind deutlich in Höcker gegliedert. Die darauf befindlichen Areolen sind schmal elliptisch und weiß. Die weißlichen Dornen sind an ihrer Basis braun. Selten sind 1 bis 2 etwas abstehende Mitteldornen vorhanden. Die fein borstenartigen 11 bis 14 Randdornen sind 1,5 bis 3 Millimeter lang.
Die hell- bis dunkelmagentafarbenen, roten oder orangeroten Blüten besitzen einen gelben Schlund und sind mehr oder weniger geflammt. Sie sind 3 bis 4 Zentimeter lang und besitzen Durchmesser von bis zu 5 Zentimetern. Die Früchte sind dunkel bräunlichrot.

## Verbreitung, Systematik und Gefährdung
Weingartia canigueralii ist im bolivianischen Departamento Chuquisaca im Gebiet der Hauptstadt Sucre in Höhenlagen zwischen 2000 und 3500 Metern verbreitet.
Die Erstbeschreibung als Rebutia canigueralii wurde 1964 durch Martín Cárdenas veröffentlicht. Fred Hermann Brandt stellte die Art 1978 in die Gattung Weingartia. Ein weiteres nomenklatorisches Synonym ist Sulcorebutia canigueralii (Cárdenas) Buining & Donald (1965). Es existieren zahlreiche taxonomische Synonyme, darunter Sulcorebutia cantargalloensis Gertel, Jucker & de Vries (2006) und Sulcorebutia heliosoides P.Lechner & Draxler (2008).
In der Roten Liste gefährdeter Arten der IUCN wird die Art als „Least Concern (LC)“, d. h. als nicht gefährdet geführt.

## Nachweise